# Neuroplegia
Neuroplegia to kontrolowane hamowanie autonomicznego układu nerwowego. Jest to metoda lecznicza polegająca na stosowaniu środków farmakologicznych obniżających pobudliwość autonomicznego układu nerwowego i hamujących czynności ustroju regulowane przez ten układ (obniżenie przemiany materii, zahamowanie regulacji cieplnej, rozszerzenie naczyń krwionośnych, rozkurcz mięśni gładkich, zahamowanie czynności wydzielniczej gruczołów).
Neuroplegia znalazła zastosowanie w leczeniu chorób psychicznych i nerwowych, a także w zapobieganiu wstrząsowi pooperacyjnemu i w anestezjologii.

Przeczytaj ostrzeżenie dotyczące informacji medycznych i pokrewnych zamieszczonych w Wikipedii.